# Round Round
Round Round is een nummer van de Britse meidengroep Sugababes uit 2002. Het is de tweede single van hun tweede studioalbum Angels with Dirty Faces.
"Round Round" werd een hit in Europa. In het Verenigd Koninkrijk wist het de nummer 1-positie te behalen. In de Nederlandse Top 40 moest het nummer het met de 2e positie doen, en in de Vlaamse Ultratop 50 haalde het een bescheiden 16e positie.